# أليف الحرارة

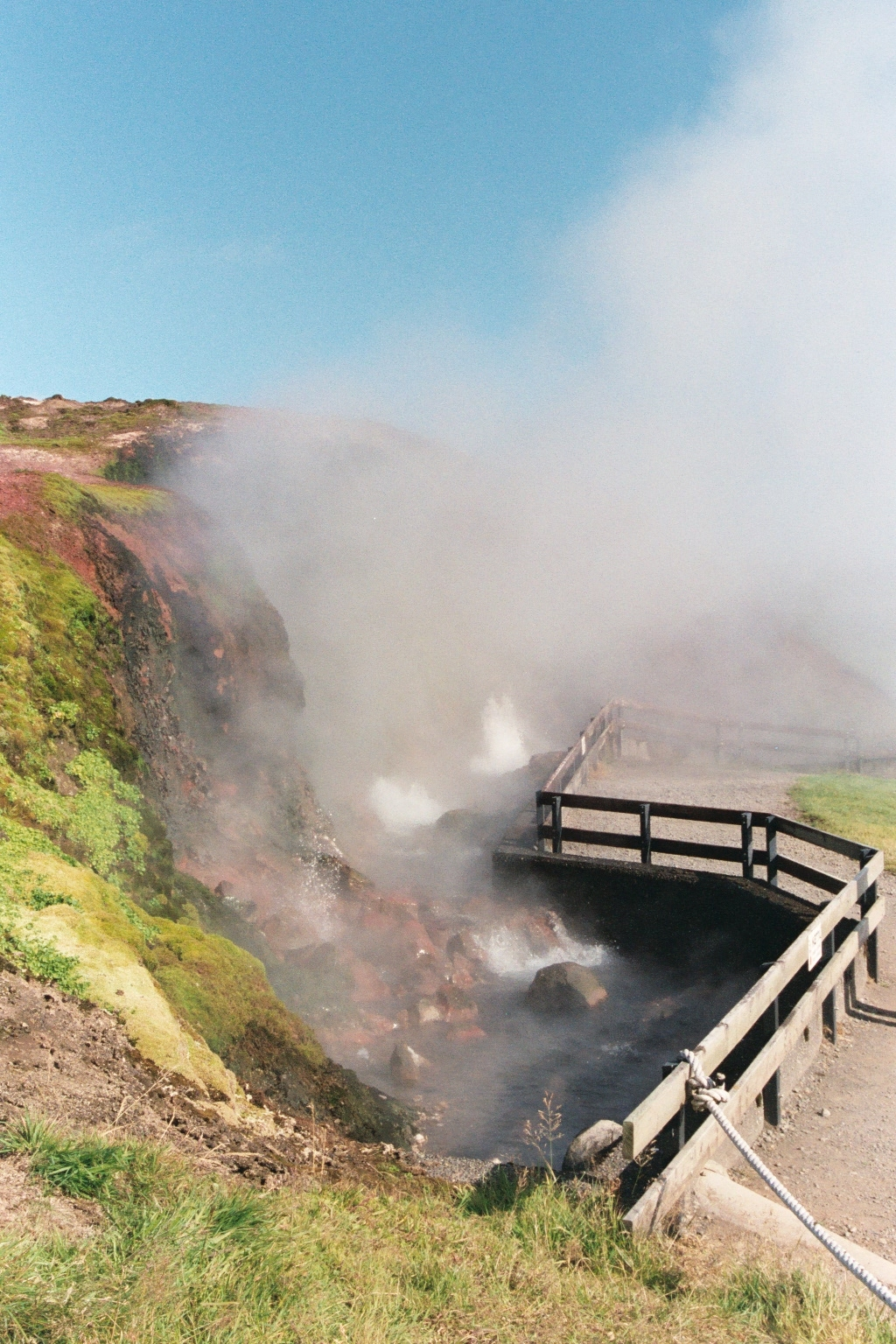

أليف الحرارة أو ثيرموفايل أو المحب للحرارة - من نوع إكستريموفيل - وهو يزدهر في درجات حرارة عالية نسبيا، بين 41 و 122 درجة مئوية (106 و252 فهرنهايت). العديد من الثيرموفاليات من البكتيريا القديمة.
توجد الثيرموفاليات في العديد من مدرجات الحرارة كالينابيع الساخنة كالتي في متنزه يلوستون الوطني ، والفوهات الحرمائية التي في أعماق البحار . وايضا في النباتات المتحللة كالخث والسماد.
على خلاف الأنواع الأخرى من البكتيريا، الثيرموفاليات تستطيع العيش على درجات حرارة عالية، بينما البكتريا الأخرى تتدمر، وبعض الأحيان تموت لو تعرضت لنفس درجة الحرارة.
يقول البروفسور زخاري ستاندينبرج من جامعة كامبريدج في كتابه'وظائف الثيرموفاليات' بأنهم الأكثر مخلوقات حية لا نظير لها في الأرض، بإسهاماتهم في الحياة الحالية.
كشرط أساسي لمعيشتهم، الثيرموفاليات تحتوي على إنزيمات تستطيع العمل في درجات حرارة عالية. بعضاً من هذه الإنزيمات يستعمل في علم الأحياء الجزيئية على سبيل المثال (استقرار الحرارة بوليميراز الدي إن إيه في تفاعل البوليميراز المتسلسل )
ثيرموفايل مشتقه من الكلمة اليونانية : θερμότητα (الحرارة) و φίλια (الحب).